# سيباستيان مايير
سيباستيان مايير (بالألمانية: Sebastian Mai) (10 ديسمبر 1993 بدرسدن في ألمانيا - ) هو لاعب كرة قدم ألماني في مركز الدفاع. لعب مع دينامو دريسدن وكيمنتزر ونادي بروسيا مونستر وFSV Zwickau ‏.

## روابط خارجية
- سيباستيان مايير على موقع قاعدة بيانات كرة القدم.إي يو (الإنجليزية)
- سيباستيان مايير على موقع بيانات كرة القدم. دي إي (الألمانية)
- سيباستيان مايير على موقع Soccerway.com (الإنجليزية)
- سيباستيان مايير على موقع عالم كرة القدم.نت (الإنجليزية)